# 오일란도카리스
오일란도카리스(학명: Oelandocaris oelandica 오일란도카리스 오일란디카[*])는 캄브리아기에 출현한 대악동물 줄기군에 속하는 동물로, 갑각류 줄기군 또는 대협강에 속한다. 오일란도카리스속의 유일종이다.

## 학명
속명 오일란도카리스(Oelandocaris)는 이는 외르스텐 화석의 주요 장소인 스웨덴의 욀란드섬에서 유래한 것으로 뜻은 '욀란드섬의 새우'이다. 종소명 오일란디카(oelandica) 또한 욀란드섬의 이름에서 따온 것이다.

## 특징

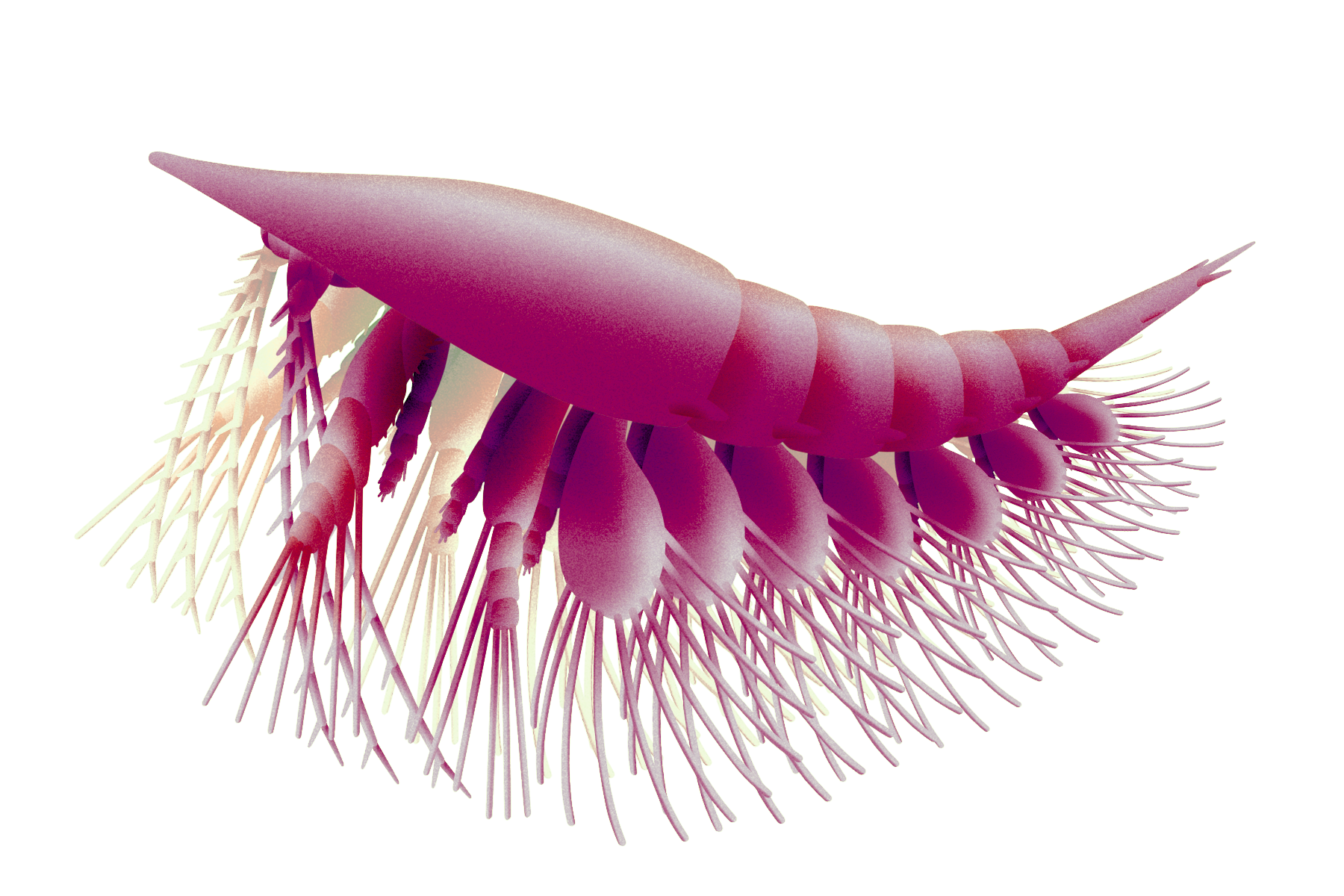
오일란도카리스의 복원도

오일란도카리스는 몸길이의 절반 가량을 차지하는 커다란 머리방패를 가지고 있다. 머리방패는 약간 아치형이며 양 옆이 평평해지며(큰턱 위가 약간 높다) 끝으로는 긴 액각이 있다. 머리방패의 뒷면은 곧지만 제1체간마디와 특별히 다르지 않다. 윗부분은 매끄럽고 모든 머리마디를 덮고 있다. 그 아래로 하구체와 이어져 있는, 가운뎃눈으로 추정되는 한 쌍의 물집 형태의 약간 부풀어 오른 기관이 화석표본에 보존되어 있다. 이 하구체는 직사각형이며 방패 길이의 약 절반 정도이고, 그 뒤쪽 가장자리 아래에 돌출한 입이 위치하고 있다. 이 입은 막질의 '입술'도 보존되어 있는 것처럼 보이지만, 이는 좀 더 초기의 유생 단계 표본에서만 보인다. 첫 마디에는 배판이 보존되지 않아 이 부위가 약간 단단했을 것으로 보이며 뒤로 갈수록 배판의 너비가 좁아져 위장은 머리 안에 있을 것으로 여겨진다. 가시는 머리방패의 뒤쪽 모서리에서 튀어나와 있으며, 작은 것에서부터 뚜렷한 것까지 그 길이가 다양하다. 체간부는 여섯 개의 등판으로 이루어져 있으며, 제1~5체간마디는 이분지가 달리고 원통형 체간끝마디에는 다리가 없다. 이 등판에도 뒷모서리의 옆에 꼬리쪽으로 뾰족하게 뻗어있는 가시가 나 있으며, 뒤로 갈수록 크기가 점점 줄어든다. 등판은 단면이 U자형이며, 마디 앞부분과 뒷부분의 모서리가 약간씩 겹쳐 있다. 등판은 단면이 U자형이며, 전후 모서리 사이로 약간씩 겹쳐 있고 등판 뒤쪽으로 주변에 가시가 달린다. 꼬리의 마디는 원통형이고 길쭉하며, 끝 주위로 항문 개구부가 있어 꼬리마디로 추정한다. 이 마디도 아랫부분이 평평하며 앞쪽에 움푹 들어간 부분이 있다. 오일란도카리스는 총 7점의 표본이 밝혀져 있으며 전부 외르스텐 라거슈테테에서 발견되었다. 처음는 몸통 부분이 보존된 표본만이 유일했으나 이후 액각이 미발달한 단계의 것으로 보이는, 다리까지 보존된 좀 더 온전한 표본이 발견되었다.

### 다리

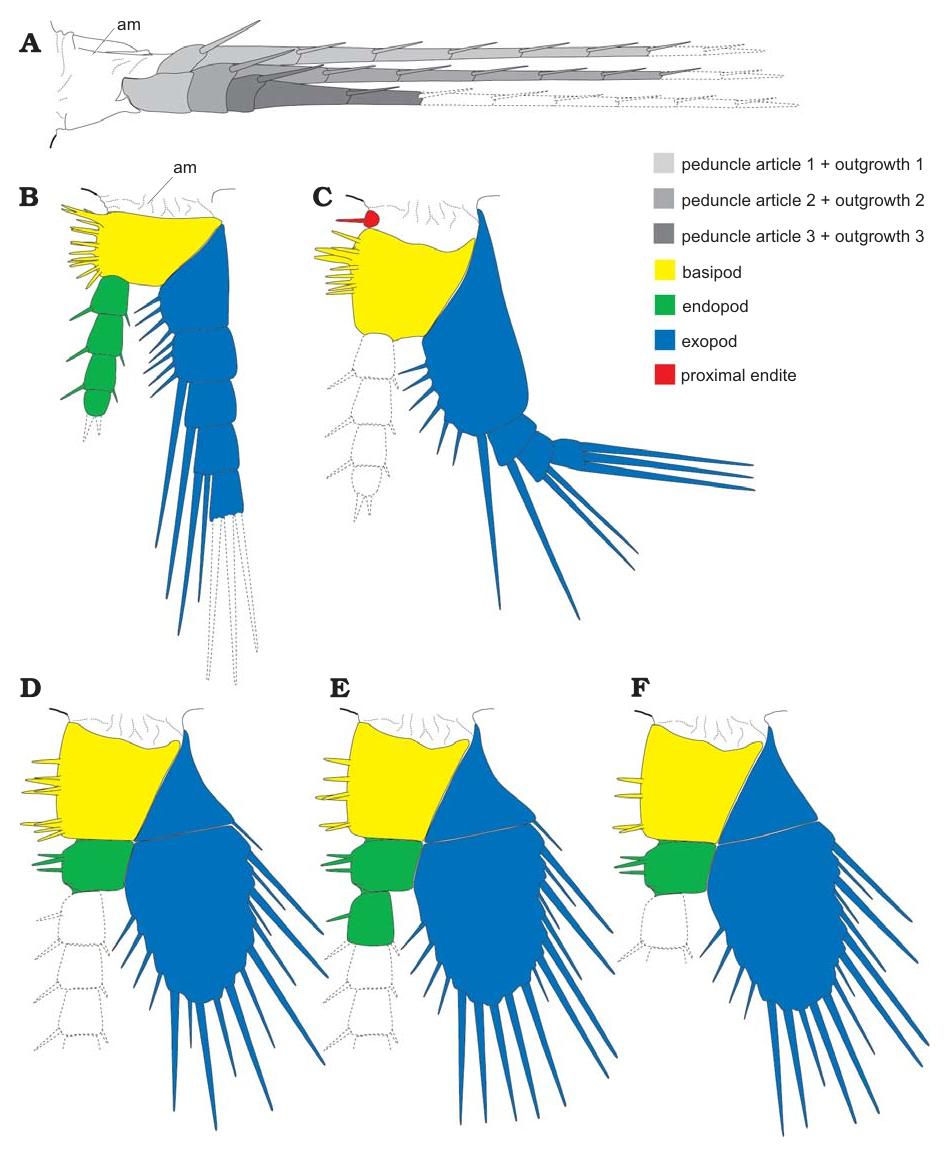
오일란도카리스의 다리 복원도. A. 작은더듬이. B–F. 제2~6다리

가운뎃눈 앞에는 작은더듬이가, 입술 양 옆으로 더듬이가 남아있다. 큰턱과 작은턱은 입쪽으로 뻗어있으며 체간다리는 마디를 따라 뒤로 갈수록 좁아지는데, 이는 밑마디도 마찬가지로 거리가 가까워짐을 의미한다. 작은더듬이는 매우 전문화되어 있으며, 비교적 짧으나(단 세 개의 마디에 불과하다), 각 마디는 여러 개의 마디로 구성된 바깥쪽의 매우 긴 돌출부를 가지고 있으며, 이러한 돌출부는 몸 길이의 절반 이상인 것으로 추정한다. 가지의 마디는 여러 센털을 지니고 있으며, 착생점에 따라 바깥쪽으로 뻗어있다. 반면, 다리마디의 바깥 테두리에도 센털이 나 있다. 제2다리와 이후의 모든 다리는 이분지 형태이다. 이 두 번째 쌍은 도래마디(안다리 부분)의 안쪽면의 각 줄마다 8개의 가시 또는 센털로 이루어진 두 줄의  배열부가 있으며, 그 중 앞줄의 첫 번째 가시들은 끝이 갈라져 있어 하구체 아래에 닿는다.안다리는 마디가 총 다섯 개로 매우 짧고, 겉다리는 (도래마디의 크기의 약 두 배로) 더 크고 평평하며, 각 마디는 옆구리를 따라 한두 개의 센털을 가지고 있다. 제3다리는 네 개의 센털이 달린 다소 긴 도래마디를 가지고 있으며(두 줄로 배열된 경우도 있다), 더 길게 갈래 진 가지는 없다. 이 이분지의 안다리는 불명이지만, 겉다리는 두 번째 쌍에 비해 다소 좁고 길며, 네 개의 마디만 있고 (첫 번째 쌍만 넓다), 네 번째 쌍은 상당히 작고 좁다. 제4·5 다리는 서로 비슷하게 생겼으며, 두 번째 도래마디보다 약간 짧고 센털 뭉치만이 있다. 안다리는 첫 번째 두 마디(두 번째는 보존이 빈약하다)에서만 남아있으며, 겉다리는 노 모양이고 가운데에 경첩이 있는 두 부위로 구성되어 있다. 첫 번째 부위는 삼각형이며 뒷면 모서리에 센털이 달랑 한 개가 있는 반면, 두 번째 부위에는 가장자리를 따라 복수의 긴 센털이 나 있다. 이와 함께 이돌기라고 불리는 작은 가시들이 제4·5머리부속지의 바깥모에 남아 있으며, 체간부속지와 함께 전자와 비슷하나 도래마디가 작고 몸을 따라 더 가까이 위치해 있다. 등판과 겉다리에 난 작은 소켓은 감각기공으로 추정된다.

## 고생태
전체 몸길이는 약 수 mm에 불과하며, 이는 다른 외르스텐 동물들과 비슷한 크기이다. 오일란도카리스의 다리 중 겉다리는 크고 평평하기 때문에 헤엄치는 동물이었을 것이며, 크기에 따라 플랑크톤으로도 가정할 수 있다.  수영 주기는 아마도 후소촉지를 바깥쪽과 뒤쪽으로 움직여 작은더듬이가 먹이를 뒤로 쓸어 입으로 옮길 수 있는 공간을 열어준 다음, 작은더듬이로 먹이를 모으기 위해 앞뒤로 움직이는 과정을 수반했을 것이다. 도래마디에 난 센털은 먹이를 입쪽으로 이동시키는 데에도 도움이 되었을 것이며, 제2·3후소촉지의 안쪽을 향한 센털은 다음 주기 동안 빠져나가려 하는 먹이 입자를 가두는 데 도움이 되었을 것이다. 후소촉지는 아마도 현생 무갑류와 비슷한 계시성(繼時性) 움직임을 보였을 것이다. 현생 무갑류들처럼 기저면 근처라면 거꾸로 뒤집힌 채 수주 안에서 헤엄쳤을 것이다. 영법에서 다리 전체가 뒤쪽으로 휘둘렸으며, 이는 관절막이 소켓을 형성하여 유연성을 높인 것에서 알 수 있다.